# Casefabre
Casefabre település Franciaországban, Pyrénées-Orientales megyében. Lakosainak száma 43 fő (2022. január 1.). Casefabre Saint-Michel-de-Llotes, Caixas, Boule-d’Amont és Bouleternère községekkel határos.

## Földrajz

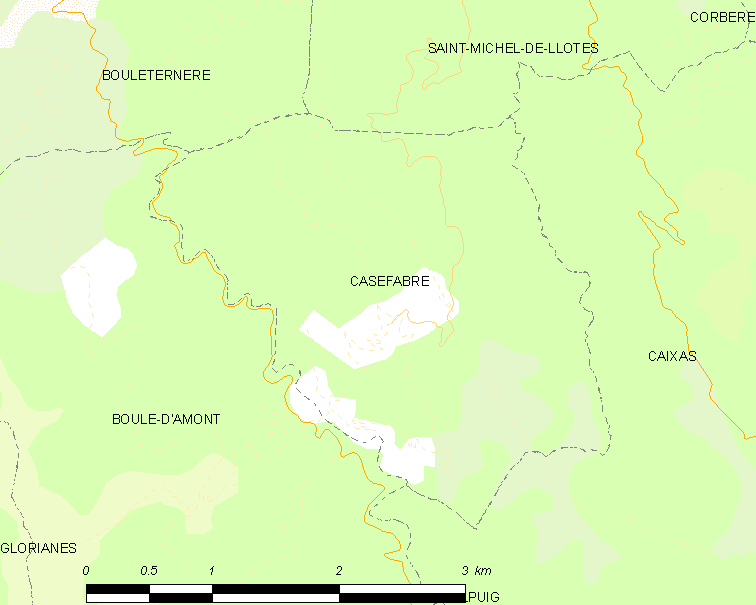
Casefabre és környéke

## Népesség
A település népességének változása:
| Lakosok száma | 41   | 40   | 40   | 40   | 41   | 41   | 43   | 43   |
|               | 2013 | 2015 | 2017 | 2018 | 2019 | 2020 | 2021 | 2022 |